# Governatore generale delle Indie orientali olandesi
Il governatore generale delle Indie orientali olandesi (in olandese: Gouverneur-generaal van Nederlands Indië) fu il rappresentante del dominio olandese nelle Indie orientali olandesi dal 1610 fino all'indipendenza dell'Indonesia avvenuta nel 1949.

## Storia
Il primo governatore generale venne nominato dalla compagnia olandese delle indie orientali (VOC) e dopo la dissoluzione della compagnia i suoi possedimenti territoriali vennero nazionalizzati, passando sotto il diretto controllo del governo olandese e venendo rinominati in Indie orientali olandesi. I governatori generali vennero, quindi, nominati dal sovrano o dal governo olandese. Durante il periodo della VOC, il governatore nominato diventava un colono che si sarebbe insediato nelle Indie orientali dove sarebbe rimasto a lavorare fino alla fine dei suoi giorni, mentre sotto il controllo olandese, i governatori erano dei cittadini olandesi espatriati.
Durante il periodo sotto il controllo inglese (dal 1811 al 1816) venne istituita la carica equivalente di tenente governatore, tra i quali il più famoso è il nome di Thomas Stamford Raffles. Tra il 1942 e il 1945, mentre Hubertus van Mook era il governatore generale, di fatto il controllo dei territori delle Indie orientali passò sotto l'impero giapponese. Dopo il 1948, durante le negoziazioni per l'indipendenza, la carica equivalente divenne quella di alto commissario della Corona nelle Indie orientali olandesi.

## Mansioni
Già dall'epoca della VOC, il governatore generale era la più alta carica olandese nei possedimenti delle Indie orientali. Con la nazionalizzazione dei territori della Compagnia, il governatore diventò capo dell'esecutivo coloniale così come comandante in capo dell'esercito reale delle Indie orientali olandesi. Fino al 1903, tutti gli ufficiali e le organizzazioni governativi furono agenti sottoposti al comando dell'ufficio del governatore generale, così lo stesso per quanto riguarda il budget.
Il governatore generale rappresentava l'impero olandese e la Corona. Fino al 1815, il governatore aveva il potere di proibire, censurare o limitate la diffusione di ogni pubblicazione nei territori a lui sottoposti. Questi pieni poteri comprendevano anche possibilità di esiliare qualsiasi individuo considerato sovversivo o in grado di minare la stabilità e la pace, il tutto senza interpellare alcun tipo di tribunale.
Fino al 1848, il governatore delle Indie orientali era nominato direttamente dal sovrano olandese, mentre in seguito sempre dal sovrano, ma su consiglio del gabinetto metropolitano olandese. In due periodi (dal 1815 al 1835 e dal 1854 al 1925) il governatore venne appoggiato dal Raad van Indie (consiglio delle Indie) per la gestione del governo.

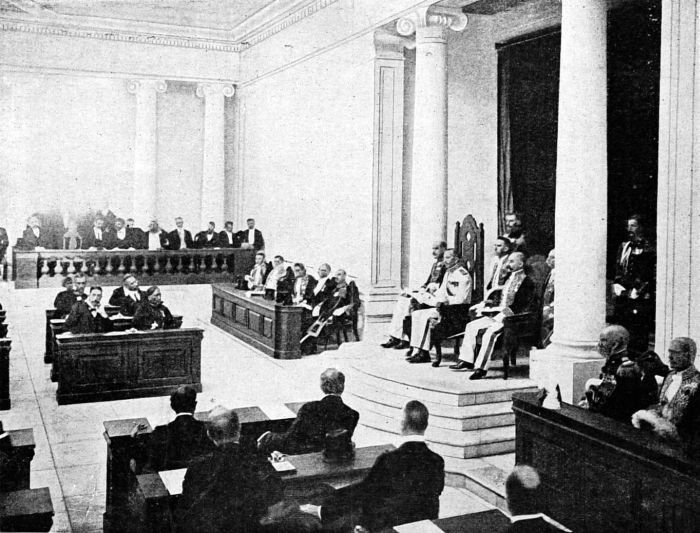
Prima seduta del Volksraad del 18 maggio 1918

Nel complesso, le politiche e la strategia coloniali erano responsabilità del Ministro per le Colonie che risiedeva a l'Aja, il quale spesso veniva affidato ad un ex governatore generale. Tra il 1815 e il 1848, il ministero passò sotto il diretto controllo del sovrano olandese. Nel XX secolo, però, la colonia iniziò a svilupparsi come uno stato separato dalla madrepatria, con un tesoro separato a partire dal 1903, con prestiti pubblici contratti dalla colonia a partire dal 1913 e, sotto alcuni aspetti, una politica estera separata, come con l'Arabia per via dei pellegrini dell'Hajj provenienti dalle Indie orientali olandesi. Nel 1922, la colonia venne considerata allo stesso modo dei Paesi Bassi nella Costituzione olandese, sebbene ancora sotto controllo del Ministero per le Colonie.
Durante il mandato di governatori generali favorevoli ad una politica etica, venne concepito un Consiglio Popolare, chiamato in seguito Volksraad, che venne istituito nel 1918. Questo Volksraad, embrione di un consiglio democratico, venne limitato ad un ruolo consultivo e solo una piccola parte della popolazione poté eleggerne i membri. Il consiglio prevedeva 30 membri indigeni, 25 membri europei e 5 membri della comunità cinese e di altre popolazioni dei territori delle Indie orientali, con rielezioni dopo quattro anni di mandato. Nel 1925 il Volksraad divenne un organo semi-legislativo e il governatore generale ci si affidava per la risoluzione dei principali problemi.

## Lista

### Compagnia delle Indie orientali olandesi
1. 1610–1614: Pieter Both
2. 1614–1615: Gerard Reynst
3. 1615–1619: Laurens Reael
4. 1619–1623: Jan Pieterszoon Coen
5. 1623–1627: Pieter de Carpentier
6. 1627–1629: Jan Pieterszoon Coen
7. 1629–1632: Jacques Specx
8. 1632–1636: Hendrik Brouwer
9. 1636–1645: Anthony van Diemen
10. 1645–1650: Cornelis van der Lijn
11. 1650–1653: Carel Reyniersz
12. 1653–1678: Joan Maetsuycker
13. 1678–1681: Rijckloff van Goens
14. 1681–1684: Cornelis Speelman
15. 1684–1691: Johannes Camphuys
16. 1691–1704: Willem van Outhoorn
17. 1704–1709: Joan van Hoorn
18. 1709–1713: Abraham van Riebeeck
19. 1713–1718: Christoffel van Swoll
20. 1718–1725: Hendrick Zwaardecroon
21. 1725–1729: Mattheus de Haan
22. 1729–1732: Diederik Durven
23. 1732–1735: Dirck van Cloon
24. 1735–1737: Abraham Patras
25. 1737–1741: Adriaan Valckenier
26. 1741–1743: Johannes Thedens

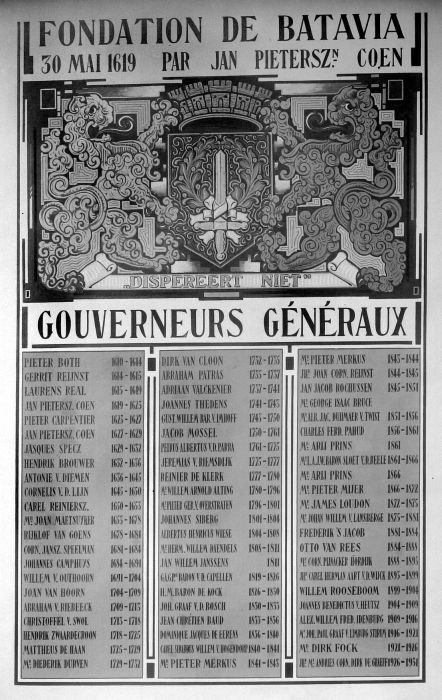
Lista dei governatori generali delle Indie orientali olandesi

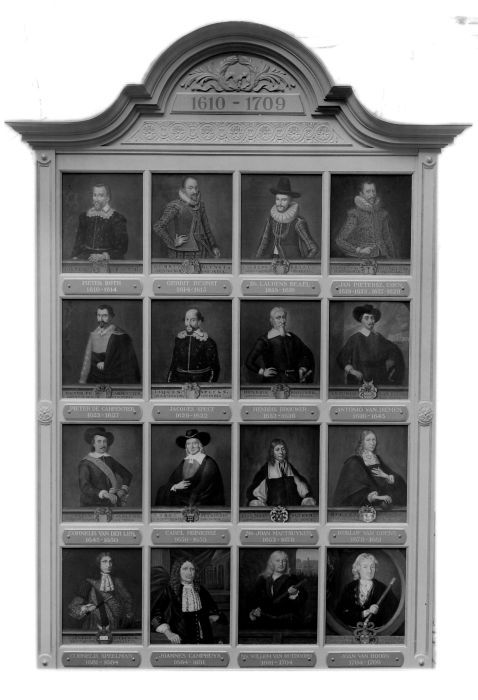
Ritratti dei governatori generali dal 1610 al 1709

27. 1743–1750: Gustaaf Willem van Imhoff
28. 1750–1761: Jacob Mossel
29. 1761–1775: Petrus Albertus van der Parra

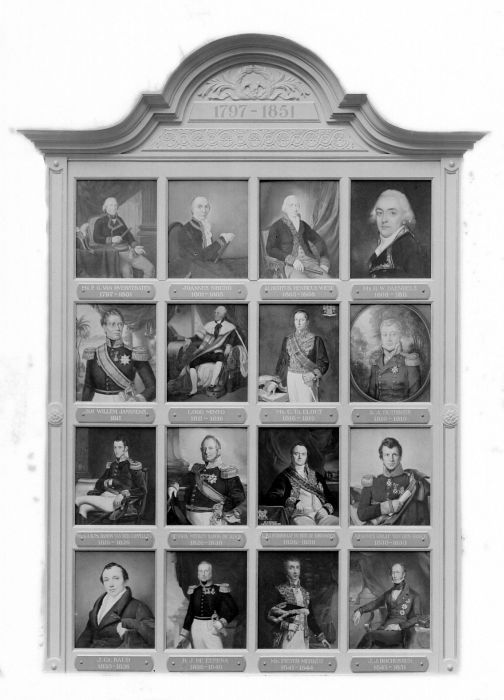
Ritratti dei governatori generali dal 1797 al 1851

30. 1775–1777: Jeremias van Riemsdijk
31. 1777–1780: Reinier de Klerk
32. 1780–1796: Willem Arnold Alting

### Indie orientali olandesi

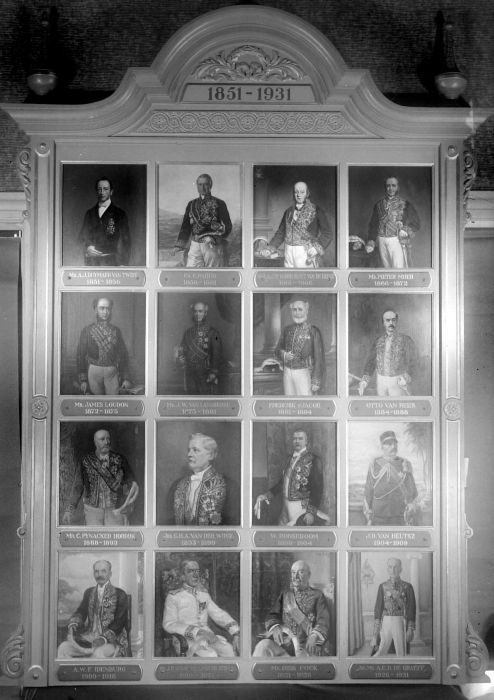
Ritratti dei governatori generali dal 1851 al 1931

1. 1796–1801: Pieter Gerardus van Overstraten
2. 1801–1805: Johannes Siberg
3. 1805–1808: Albertus Henricus Wiese
4. 1808–1811: Herman Willem Daendels
5. 1811–1811: Jan Willem Janssens
6. 1811–1816: sotto il dominio britannico a nomina del governatore generale dell'India Gilbert Elliot-Murray-Kynynmound, I conte di Minto:
  - 1811: Robert Rollo Gillespie
  - 1811–1816: Stamford Raffles
  - 1816: John Fendall, Jr.
7. 1816–1819: Commissari generali Cornelis Theodorus Elout, Godert van der Capellen, Arnold Adriaan Buyskes
8. 1819–1826: Godert van der Capellen
9. 1826–1830: Leonard du Bus de Gisignies / Hendrik Merkus de Kock
10. 1830–1833: Johannes van den Bosch
11. 1833–1836: Jean Chrétien Baud
12. 1836–1840: Dominique Jacques de Eerens
13. 1840–1841: Carel Sirardus Willem van Hogendorp
14. 1841–1844: Pieter Merkus
15. 1844–1845: Joan Cornelis Reynst
16. 1845–1851: Jan Jacob Rochussen
17. 1851–1856: Albertus Jacobus Duymaer van Twist
18. 1856–1861: Charles Ferdinand Pahud
19. 1861–1866: Ludolph Anne Jan Wilt Sloet van de Beele
20. 1866–1872: Pieter Mijer
21. 1872–1875: James Loudon
22. 1875–1881: Johan Wilhelm van Lansberge
23. 1881–1884: Frederik s'Jacob
24. 1884–1888: Otto van Rees
25. 1888–1893: Cornelis Pijnacker Hordijk
26. 1893–1899: Carel Herman Aart van der Wijck
27. 1899–1904: Willem Rooseboom
28. 1904–1909: Johannes Benedictus van Heutsz
29. 1909–1916: Alexander Willem Frederik Idenburg
30. 1916–1921: Johan Paul van Limburg Stirum
31. 1921–1926: Dirk Fock
32. 1926–1931: Andries Cornelis Dirk de Graeff
33. 1931–1936: Bonifacius Cornelis de Jonge
34. 1936–1942: Tjarda van Starkenborgh Stachouwer
  - 1942–1945: Sotto l'occupazione giapponese
35. 1942–1948: Hubertus van Mook

### Alti commissari della Corona
1. 1948–1949: Louis Beel
2. 1949: Tony Lovink